# Europa (måne)
För andra betydelser, se Europa (olika betydelser).
Europa är Jupiters fjärde största måne. Den tycks vara täckt av is, vilket skulle förklara varför den nästan helt saknar kratrar. Under istäcket tror man att ett flytande hav av framför allt vatten skulle kunna finnas. Jupiters starka magnetfält och den vulkaniska aktiviteten under Europas yta skulle kunna ge värme till havet och man spekulerar därför i om det eventuellt skulle kunna finnas primitiva livsformer på Europa.
Europa är en av de fyra av Jupiters månar som astronomen Galileo Galilei upptäckte i januari 1610. De övriga var Io, Callisto och Ganymedes.

## Fysiska egenskaper

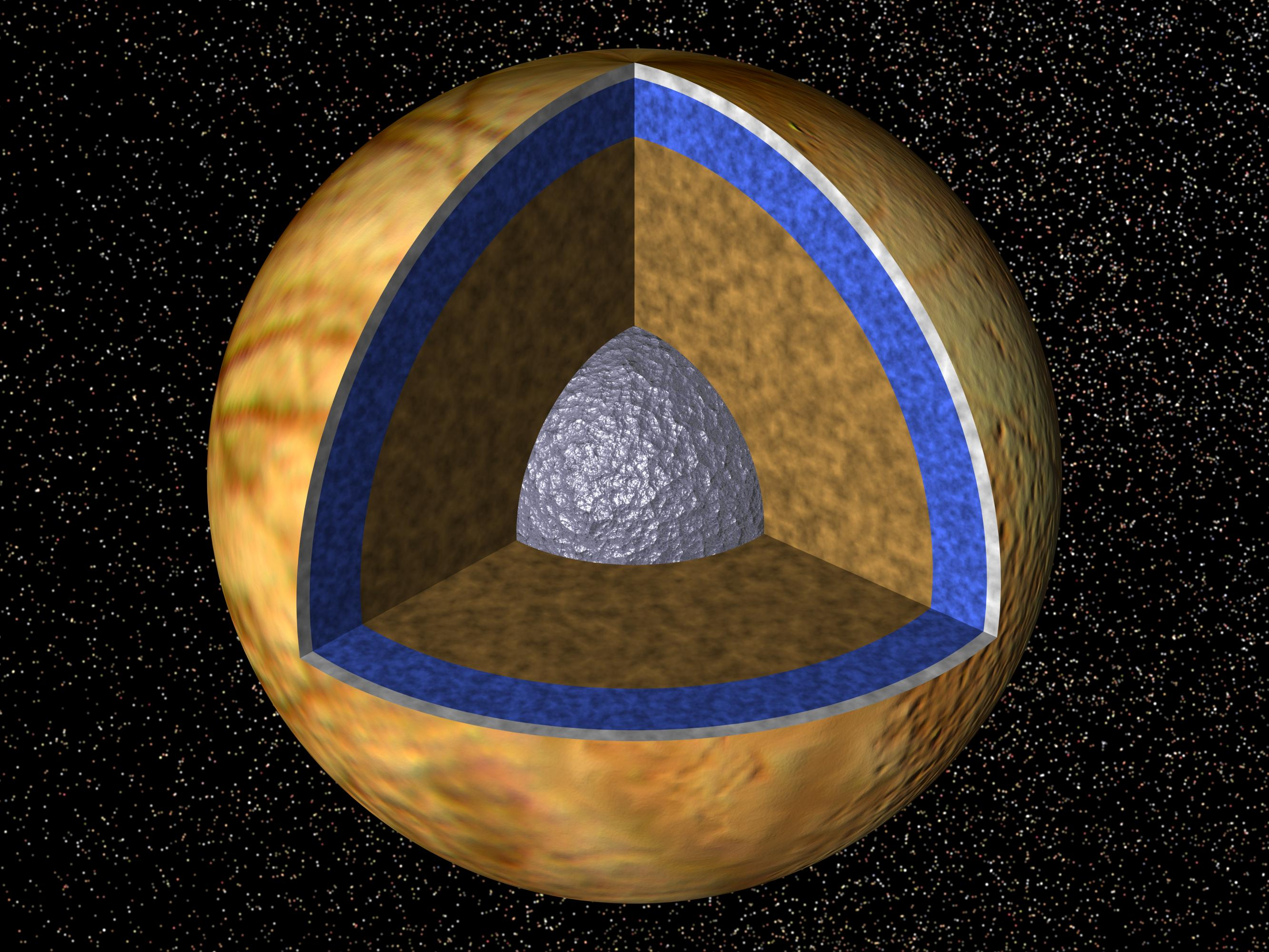
Europas inre struktur

### Inre struktur
Europas inre är rätt likt stenplaneternas sammansättning; det är huvudsakligen uppbyggt av silikater och sten. Månen har ett yttre lager av vatten som tros kunna vara omkring 100 kilometer tjockt (delvis som frusen is i övre skorpan, delvis som en flytande ocean under isen). Mätningar av det magnetiska fältet som utförts av rymdsonden Galileo, som kretsade kring Jupiter och studerade Europa mellan åren 1995 och 2003, visar att Europa företer ett magnetfält som samverkar med Jupiters, och skulle tyda på närvaro av ett magnetiskt ledande lager under ytan, som till exempel en saltvattensocean. Europa har troligtvis också en metallisk järnkärna. 

## Finns förutsättningar för liv på Europa?
Astronomer och exobiologer spekulerar över om förhållandena på Europa är sådana att de tillåter vattenbaserat liv med organismer uppbyggda av kolföreningar. Tidigare tänkte man sig att liv skulle kunna finnas bara i en ”beboelig” zon kring en stjärna. För en stjärna av solens storlek skulle den beboeliga zonen enligt detaljerade modellberäkningar vara lokaliserad till avstånd mellan 0,95 – 1,15 AU från stjärnan. Europa ligger betydligt längre från solen än så. Men Voyagersonderna kunde påvisa mycket kraftig vulkanisk aktivitet på Io och denna aktivitet kunde förklaras av tidvattenkrafter orsakade av Jupiters väldiga massa. Genom denna effekt tillförs även Europa energi som kan tänkas skapa värme och förutsättningar för liv. Man visste att Europas yta består av is. Därför ökade intresset för att studera betingelserna för liv i vårt solsystem även utanför den traditionella beboeliga zonen, eftersom uppvärmning från tidvattenkrafter skulle kunna göra det möjligt för vatten att förekomma i flytande form på Europa.

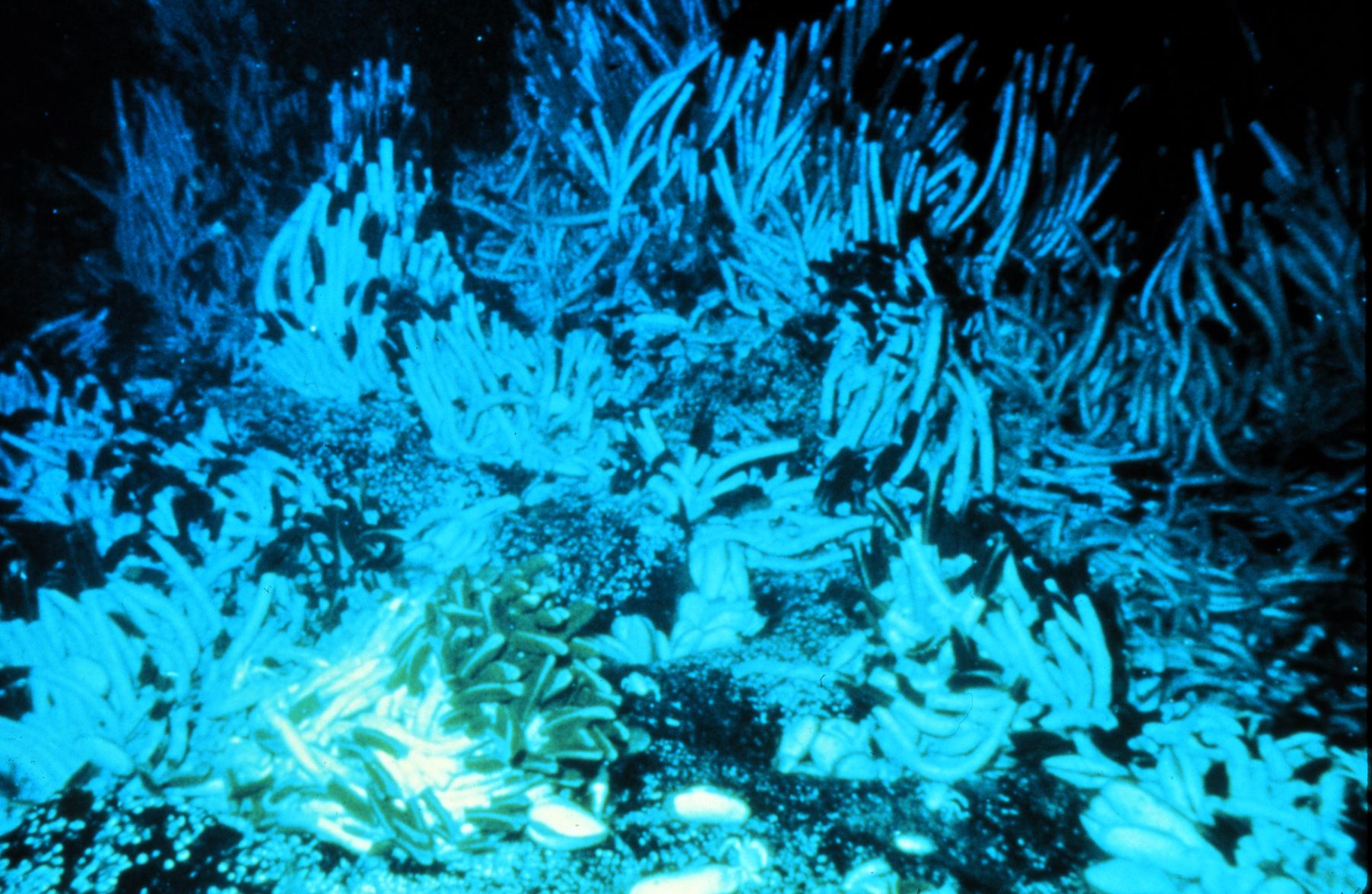
Liv i denna ocean skulle kunna likna det vi ser på stort djup i våra hav.

På Europas yta är temperaturen -190° C till -140° C. Ytan är utsatt för kraftig solstrålning på grund av den ytterst tunna atmosfären samt även partikelstrålning som leder till fotolys och radiolys så att bland annat syre, ozon och väteperoxid med mera bildas från isen. Om det hade funnits organiskt material skulle det brytas ner, inget organiskt material har hittills påvisats på ytan. På ytan finns därför knappast förutsättningar för liv och därigenom kan eventuella livsformer under ytan inte få tillskott av organiskt material från ytan. Möjligheten att det finns liv under ytan är starkt kopplad till frågan om det finns flytande vatten under isytan.
Genom att Europas massa kunde bestämmas utifrån de störningar den har på de andra månarnas banor kunde densiteten beräknas till 2,94 g/cm3, vilket är något lägre än jordens måne. Beräkningarna tyder på att det kan finnas vatten motsvarande ett 100 km djupt skikt under ytan. Genom Europas störningar på rymdsonden Galileos förbiflygningar kunde man dra slutsatsen att det finns en metallkärna (förmodligen bestående huvudsakligen av järn) omgiven av en mantel av berg (troligen av silikathaltigt material). Det visar att Europa är differentierad. På Galileo hade man en magnetometer som kunde påvisa att Europa påverkade Jupiters magnetfält på ett sätt som kan förklaras genom induktion från ett elektriskt ledande skikt nära ytan på Europa. Förekomsten av flytande saltvatten under den frusna ytan skulle kunna förklara denna observation.
Studier av geologin på Europas yta ger ytterligare stöd för tanken på ett hav av flytande saltvatten under den frusna ytan. Ytan bedöms som ung ur astronomisk synvinkel bland annat eftersom det finns förhållandevis få kratrar. Det skulle kunna förklaras av att kryovulkanism leder till förnyelse av ytan. Man tänker sig att vatten tränger upp i sprickor i isen som kan förorsakas av tidvatteneffekten. Vattnet fryser då och jämnar då ut eventuella kratrar. Det kan också förklara förekomst av olika magnesiumsulfatsalter som påvisats på ytan. Det finns så kallade kaosområden där det ser ut som om isen tillfälligt smält och isberg har kunnat röra sig så att man fått ett karaktäristiskt ”pusselliknande” utseende med så kallade isflottar i en ”issörja”. Kullar och gropar samt så kallade lenticulae kan vara resultatet av uppstigande varm materia som underifrån smält istäcket och förorsakat dessa formationer. För närvarande finns inga säkra data om tjockleken av Europas istäcke men man kan tänka sig att det varierar från några få tiotals meter till i princip ända ner till manteln.
De grundämnen som är nödvändiga för liv (till exempel kol) anses finnas i tillräcklig mängd. Däremot kan energitillgången vara en begränsande faktor. Solstrålningens intensitet är bara 1/27-del av den vi har på jorden. Och med tanke på den intensiva strålningen på ytan är det troligt att eventuella livsformer på Europa måste hålla sig minst några tiotal meter ner under ytan, vilket minskar tillgången på solljus ytterligare. Det talar mot att fotosyntetiskt liv skulle kunna ge upphov till en särskilt stor biomassa på Europa. Men det skulle kunna finnas en motsvarighet till de så kallade black smokers på jorden som drivs av vulkanisk aktivitet och som injicerar hetvatten ut i oceanvattnet. Hetvattnet innehåller upplösta mineraler som ger energi till metabolismen hos de extremofiler som lever där och som alltså är helt oberoende av fotosyntes. Man vet emellertid för närvarande inte om det finns sådan vulkanisk aktivitet i Europas mantel. Och även om det finns en motsvarighet till black smokers så finns möjligheten att omgivande berg urlakas på vattenlösliga ämnen så att hetvattnet blir näringsfattigt. Det krävs vulkanisk aktivitet av sådan grad att nytt material tillförs underifrån så att näringstillgången kan upprätthållas under lång tid.
I Arthur C. Clarkes roman 2010 - Andra rymdodyssén omvandlas Jupiter till en stjärna och jordborna avråds från att försöka landa på Europa. I romanens epilog 20 000 år in i framtiden har det uppkommit intelligent liv på Europa.

## Rymdsond på Europa

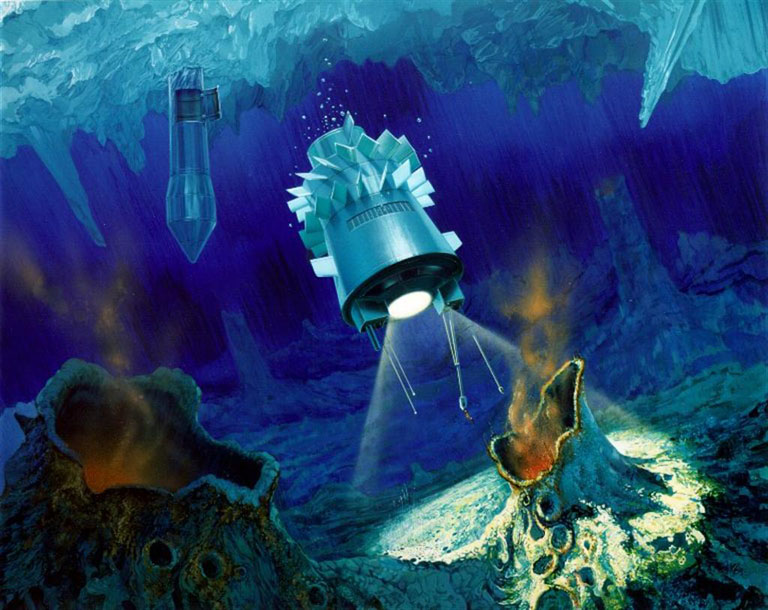
Ett konstnärligt begrepp hur en termisk borr borrar sig igenom isen och dess utplacerade "hydrobot" kommer ner till oceanen.

Det har hittills inte skickats någon rymdsond till Europa, men både ESA och NASA planerar att skicka rymdsonder dit inom en nära framtid. En rymdsond skulle kunna borra sig igenom isen på Europas yta för att sedan nå ner till oceanen under för att studera oceanen och leta efter liv eller tecken på liv. Av budgetskäl har dock andra rymdexpeditioner fått prioriteras högre, exempelvis  New Horizons-expeditionen till Pluto. Man planerar att skicka iväg en rymdsond till Europa omkring år 2025. Det skulle ta cirka fem år för en vanlig rymdsond att färdas från jorden till Europa.